# Мирна Лой
Мирна Лой (на английски: Myrna Loy) е американска филмова и театрална актриса. 

## Биография

### Ранни години
Мирна Лой е родена като Мирна Адел Уилямс на 2 август 1905 година в Хелена, Монтана. Баща ѝ Дейвид Франклин Уилямс е управител на ранчо, чийто родители произхождат от Уелс, Великобритания. Той е работил и като банкер и като предприемач. Известен е като най-младия избиран член в местния парламент на щата Монтана. Майка ѝ Адел Мей (моминско Джонсън) е от шотландско-шведски произход. Тя е изучавала музика в чикагската консерватория.
През зимата на 1912 година, майката на Мирна едва не умира след заболяване от пневмония. Поради тази причина бащата ги изпраща за известно време в Ла Хоя, южна Калифорния, заради по-здравословния климат. Малко след това, майката с двете си деца, отново пристигат в Калифорния, този път в района на Лос Анджелис. Тук Мирна започва да взима първите си уроци по танци, които продължават и след завръщането им в Монтана. През ноември 1918 година, бащата на Мирна умира вследствие на световната пандемия от Испански грип. Тогава семейството окончателно се премества в мечтаната Калифорния, установявайки се в Кълвър Сити. Лой посещава девическото училище „Уестлейк“ и гимназията „Венеция“ в западен Лос Анджелис.

### Кариера
На 18-годишна възраст, тя започва работа като танцьорка към прочутия Египетски театър на импресариото Сид Грауман. Обучена като танцьорка, Мирна се снима в няколко ексцентрични роли в нямото кино. След навлизането на звуковото кино през края на 20-те години на миналия век, тласък на кариерата ѝ дава главната роля във филма „Кльощавият“ (1934) по известното произведение на Дашиъл Хамет, където си партнира с Уилям Пауъл, дует с който блестят общо в 14 заглавия. Мирна Лой бързо се превръща в една от големите кино звезди. През 1937 г., след национално допитване, тя е обявена за „Кралицата на Холивуд“. Освен поредицата „Кльощавия“, сред възловите ѝ участия са главните роли в носителите на „Оскар“ за най-добър филм „Великият Зигфелд“ (1936) и големия хит „Най-добрите години от нашия живот“ (1946). През 1991 година, две години преди нейната кончина, филмовата академия на САЩ я удостоява с „Оскар“ за цялостно творчество.

## Избрана филмография
| година | филм                                                | оригинално заглавие                  | роля                       | режисьор |
| ------ | --------------------------------------------------- | ------------------------------------ | -------------------------- | -------- |
| 1929   | „Песента на пустинята“                              | The Desert Song                      | Азури                      |          |
| 1932   | „Панаир на суетата“                                 | Vanity Fair                          | Беки Шарп                  |          |
| 1932   | „Животинското кралство“                             | Animal Kingdom                       | Сесилия „Сий“ Томас-Колиър |          |
| 1933   | „Варваринът“                                        | The Barbarian                        | Даяна Стандинг             |          |
| 1934   | „Кльощавият“                                        | The Thin Man                         | Нора Чарлс                 |          |
| 1936   | „Великият Зигфелд“                                  | The Great Ziegfeld                   | Били Бюрк                  |          |
| 1940   | „Отново те обичам“                                  | I Love You Again                     | Катрин Уилсън              |          |
| 1941   | „Сянката на кльощавия“                              | Shadow of the Thin Man               | Нора Чарлс                 |          |
| 1946   | „Най-добрите години от нашия живот“                 | The Best Years of Our Lives          | Мили Стивънсън             |          |
| 1947   | „Ергенът и хлапачката“                              | The Bachelor and the Bobby-Soxer     | Маргарет                   |          |
| 1948   | „Господин Бландингс построява къщата на мечтите си“ | Mr. Blandings Builds His Dream House | Мюриъл Бландингс           |          |
| 1956   | „Дъщерята на посланика“                             | The Ambassador's Daughter            | госпожа Картрайт           |          |
| 1958   | „Самотни сърца“                                     | Lonelyhearts                         | Флорънс Шрайк              |          |
| 1960   | „От терасата“                                       | From the Terrace                     | Марта Ийтън                |          |
| 1974   | „Летище 1975“                                       | Airport 1975                         | Г-жа Дивейни               |          |